# Icilio Calzolari
Pour les articles homonymes, voir Calzolari.
Icilio Calzolari, né à Parme le 2 juin 1833 et mort à Porto Valtravaglia le 18 décembre 1906, est un photographe italien actif à Milan.

## Biographie
Calzolari est actif à Milan dans la seconde partie du XIXe siècle.
Il rachète le studio photographique d'Alessandro Duroni en 1865 ; en 1888, il vend son affaire à Guigoni & Bossi qui continuent à utiliser les tirages de Calzolari pour des cartes de visite.
En 1912, l'ensemble est repris par G. Comoletti.

## Expositions
- 1982 : La Milano di Icilio Calzolari fotografo: vent'anni (1867-1887) di fotografie milanesi, Civico Archivio Fotografico, Château des Sforza, Milan[1]

## Galerie

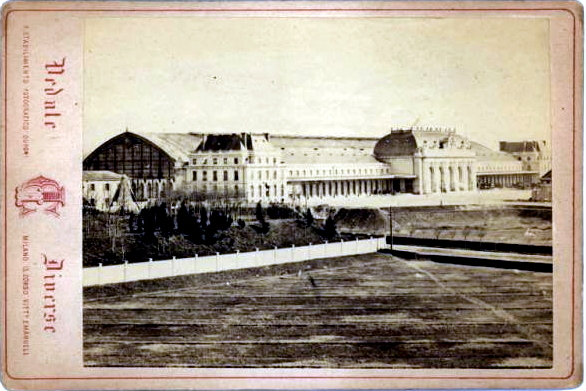
Gare centrale de Milan, vers 1865-1870.
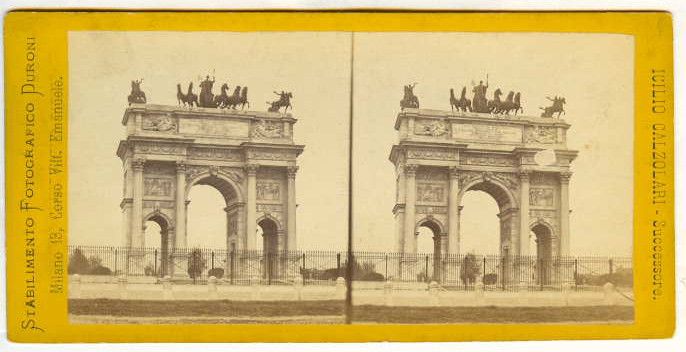
Arco della Pace, Milan, carte stéréoscopique, 1869.
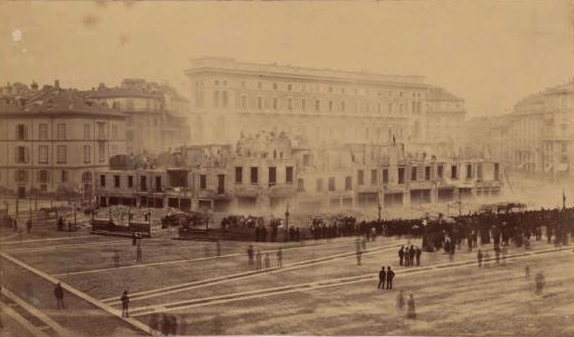
Démolition de l'immeuble "Rebechino" pour agrandir la Piazza del Duomo à Milan, 1875.
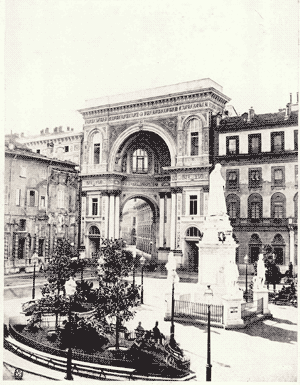
Piazza della Scala à Milan, avec l'entrée de la Galleria Vittorio Emanuele II, 1872-1877.
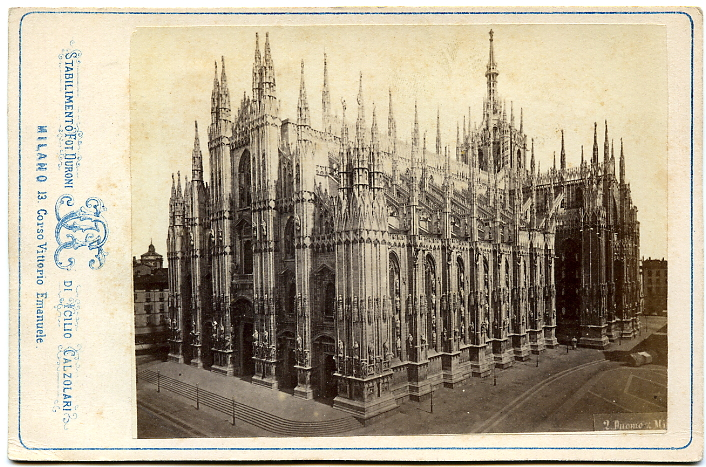
Duomo de Milan, vers 1880.
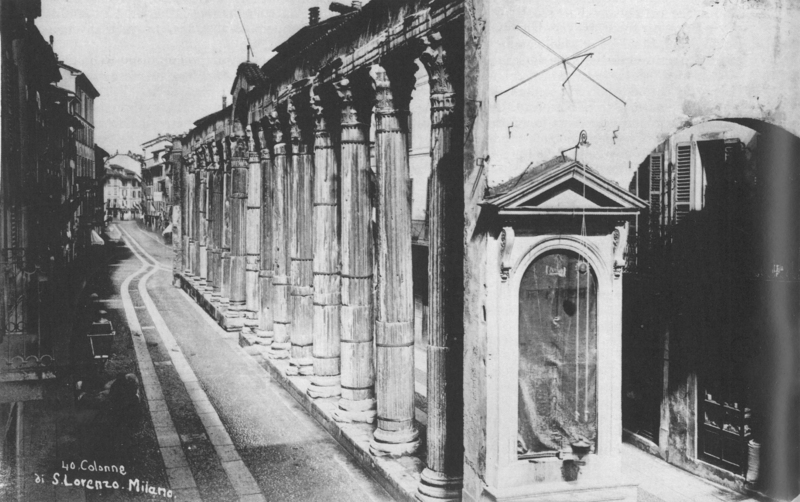
Colonne di San Lorenzo à Milan, vers 1880.
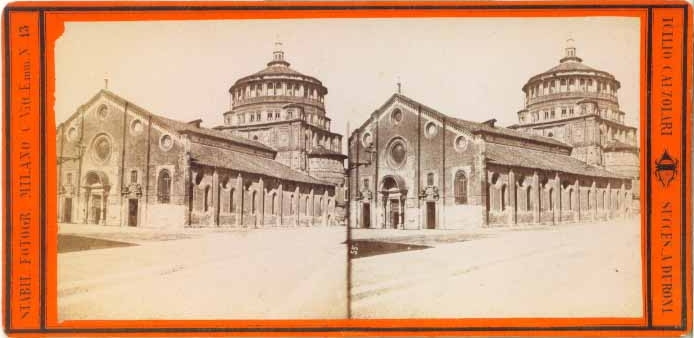
Église Santa Maria delle Grazie à Milan, carte stéréoscopique.